# Paschal Beverly Randolph
Paschal Beverly Randolph (1825 - 1875) foi um rosa-cruz e ocultista. Supostamente um dos fundadores da Ordem Rosacruz nos EUA.